# Sathrosia cinigeraria
Sathrosia cinigeraria är en fjärilsart som beskrevs av Alphéraky 1897. Sathrosia cinigeraria ingår i släktet Sathrosia och familjen mätare. Inga underarter finns listade.